# Kemenet-Héboé
Le Kemenet-Héboé était une grande seigneurie de l'ouest du comté de Vannes, qui la séparait de la Cornouaille. Son nom s'écrit également « Kemenet-héboë », « Quémenet-héboi », ou bien « Guemenet-héboy  » ou « Guemené-héboy » et aussi « Kemenet-Guégan ».

## Premières attestations
Au haut Moyen Âge, la région formait le Kemenet-Héboé  un pagus, c'est-à-dire une subdivision administrative du Vannetais.
En 1160, Conan IV confirme leurs possessions aux Hospitaliers en Bretagne dans une charte où l'on peut lire : « in Kemenet-Hebgoeu elemosinoe de Cleker et Tremmatos ». Un acte de cité par Dom Morice mentionne « in terra ipsius Eudonis apud Kemenet-Heboë ratione Adelicie ».
On peut être tenté de lire dans Hebgoeu, le nom de Ab Gwion. Goeu étant similaire phonétiquement à gwioù, mot le plus semblable au prénom de Gwion.

## Liste des seigneurs
D'après les actes conservés dans le Cartulaire de Quimperlé, on peut citer les seigneurs suivants :
- Bérenger, vivait en 1029 et 1037
- Huelin son fils (mort entre 1037/1066), épouse Auan sœur d'Alain Canhiart
- Guegon, son fils, vers 1069
- Tanki, son fils, entre 1096 et 1114
- Guillaume son fils, mort vers 1120
- Solimon/Salomon son fils, après 1163
- Henri son fils avant 1200[6]
- Henri (II) son fils  († sp en 1200).
- Anne (?) dite d'Hennebont, sa sœur épouse vers 1208 Hervé II de Léon († 1218).
- Adelice dite d'Hennebont, sa sœur, épouse Olivier, baron de Lanvaux († av 1204).

## La commendatio
Le Kemenet (traduit par le latin Commendatio dans la vie de Saint Judicaël) est en breton, le participe passé régulier du verbe kemenn, c'est-à-dire « mander », « commander », « ordonner ». Les noms joints à celui de Kemenet tels que Héboë, Guégant, Maen et Ili, sont des noms propres d'hommes. Le Kemenet-Guégant, est donc le territoire confié en garde (commendatus) à Guégant, ou bien le territoire commandé, régi et gouverné par Guégant; et ainsi des autres.
La commendatio est un contrat entre hommes libres dans lequel un homme se place volontairement et sans contrainte sous la protection d'un plus puissant que lui jusqu'à la mort de l’un des deux contractants. 
Le protégé obtient ainsi la confirmation de ses droits de propriété sur une terre, où[Quoi ?] la jouissance d'une terre attribuée par beneficium, (bienfait). 
En retour, le « recommandé » doit à son protecteur le service militaire, l'aide économique, le conseil et l'assistance.
À partir du XIe siècle Kemenet signifie une seigneurie, un fief.

## Limite territoriale
Le Kemenet-Héboé est limité :
- au sud par la mer,

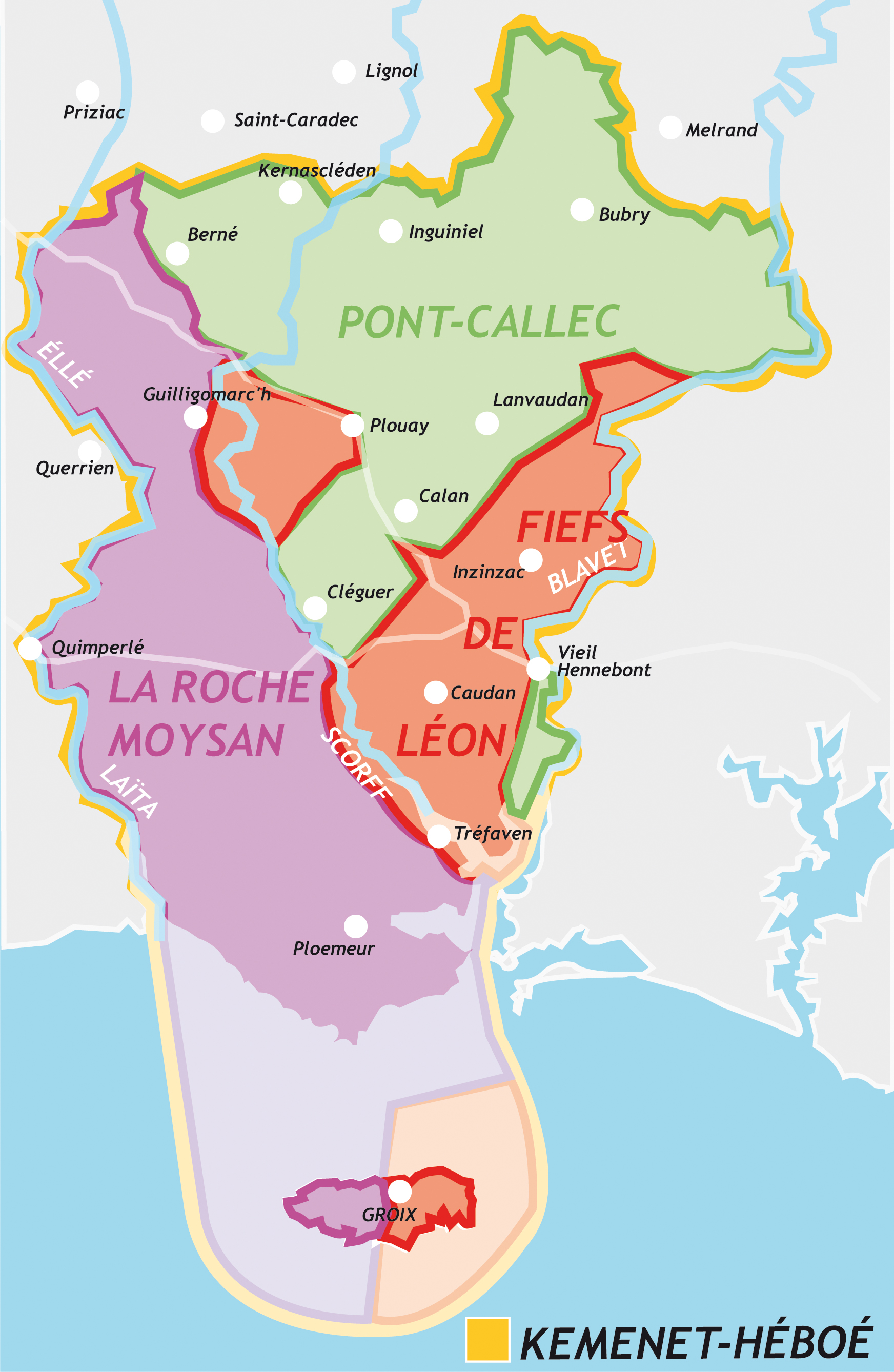
Les frontières du Kemenet Héboé et celles des trois châtellenies créées par son démantèlement au XIIIe siècle.
Nota : La ville de Lorient n'est pas indiquée sur la carte, elle n'existait pas à l'époque.

- à l'ouest par l'Ellé jusqu'à l'embouchure de la petite rivière du Pont-Rouge, entre les paroisses de Priziac et de Meslan ,
- à l'est le Blavet jusqu'au lieu où il reçoit le ruisseau de La Sarre venant de Bubry, qui fait limite entre Bubry et Melrand,
- au nord, de l'embouchure du ruisseau de Bubry à celle du Pont-Rouge, une ligne irrégulière séparant le Kemenet-Héboé et le Kemenet-Guégant[Note 1],[7].

Cette seigneurie comprenait au moins dans l'origine vingt-cinq paroisses et trèves :
- l'île de Groix,
- Plœmeur,
- Guidel,
- Quéven,
- Bihoué ou Bezehoi (qui vient de Bezvhoed en breton et signifie la « Boulaie »), trêve de Quéven, aujourd'hui simple village de cette même paroisse,
- Saint-Caradec-Hennebont, où se trouvaient la vieille ville et le vieux château d'Hennebont, autrement dit de Kemenet-Héboé,
- Caudan,
- Lesbin, où est la ville de Pont-scorff, du moins ce qu'on nomme le Haut-Pontscorff, car le Bas-Pontscorff est en Cléguer,
- Gestel, trêve de Lesbin,
- Rédéné,
- Saint-David, trève de Rédéné,
- Cléguer,
- Inzinzac,
- Penquesten, trêve d'Inzinzac,
- Quistinic,
- Lanvaudan,
- Lomelec, trève de Lanvaudan,
- Calan
- Plouay,
- Arzano,
- Guilligomarc'h, trève d'Arzano,
- Meslan,
- Berné,
- Inguiniel,
- Bubry,
- Et quelque partie de Saint-Caradec-Trégomel

### Démembrement
Le Kemenet-Héboé fut démembré durant le XIIIe siècle en trois châtellenies principales :
- La Roche-Moisan (en Arzano) à l'ouest ;
- Pontcallec au nord-est ;
- Les « Fiefs-de-Léon » au sud-est, qui dépendaient de la vicomté de Léon.

Les Fiefs-de-Léon comprenaient une partie de la vieille ville d'Hennebont, chef-lieu du Kemenet-Héboé, avec les deux tiers du vieux château ; d'ailleurs ils sont constamment appelés Fiefs de Léon en Kémenet-Héboé, ou Fiefs de Kémenet-Héboé dépendants de la seigneurie de Léon.
Pour la Roche-Moisan, il suffit de lire les lettres où Jean IV, duc de Bretagne, donne, en 1380, à Jean Ier, vicomte de Rohan, « le chatiel et toute la chatellenie de la Roche-Moisan o toutes ses appartenances, sise au pais et terroir de Kemenet-Heboay, es paroisses et villes de Lesbin, Ponscorf, Ploemur, Béouay, Arzenou, Redenez, Guidel, Guilgoumarh, Mezlen, et en l'isle de Grouay. »
La plupart de la vieille ville d'Hennebont et une partie de son vieux château dépendaient du Pontcallec. La paroisse de Cléguer, qui en dépendait aussi tout entière, est mise formellement dans le Kémenet-Héboé par un acte de 1160 ; et dans un acte du XIIIe siècle, il en est de même du fief de Tyhenri, dépendance du Pontcallec, qui embrassait la plus grande partie de Plouay.
Le nom de Kemenet-Heboë fut conservé comme celui d'un des six doyennés du diocèse de Vannes jusqu'à la Révolution française ; il comprenait 20 paroisses.